# Gregor Brayssing
Gregor Brayssing (auch Grégoire Brayssing, * 16. Jahrhundert in Augsburg; † 16. oder 17. Jahrhundert; wirkend von 1553 bis 1560 in Paris) war ein französischer Lautenist und Komponist der Renaissance deutscher Herkunft.

## Leben und Werk
Gregor Brayssing floh vor der Gegenreformation nach Paris. Hier ist er im Zeitraum von 1553 bis 1560 nachweisbar. 1553 veröffentlichte er ein Quart livre de tabulature de guiterre, das Phantasien und eine Guerre von Brayssing, sowie Psalm- und Chansonbearbeitungen enthält.